# Лебова
Лебова (англ. Lebowa) — бывший бантустан в Южно-Африканской Республике. Состоял из трёх более крупных и восьми мелких территорий, разделённых территорией тогдашней южно-африканской провинции Трансвааль. Столицей Лебовы до 1974 года был город Сесхего, а с 1974 — город Лебовакгомо. В бантустане жило около 1,8 миллиона человек из народности педи, говоривших на северном сото. За пределами Лебовы жило ещё 1,1 миллиона человек, говорящих на северном сото.
Название Лебова происходит из северного сото и означает север.
2 октября 1972 года Лебове было разрешено самоуправление. Однако в отличие от других бантустанов, за ней никогда не признавалась даже формальная независимость. 27 апреля 1994 года Лебова вместе с девятью другими бантустанами вновь объединилась с ЮАР. Сегодня она является частью провинции Лимпопо.